# Baba Sri Chand

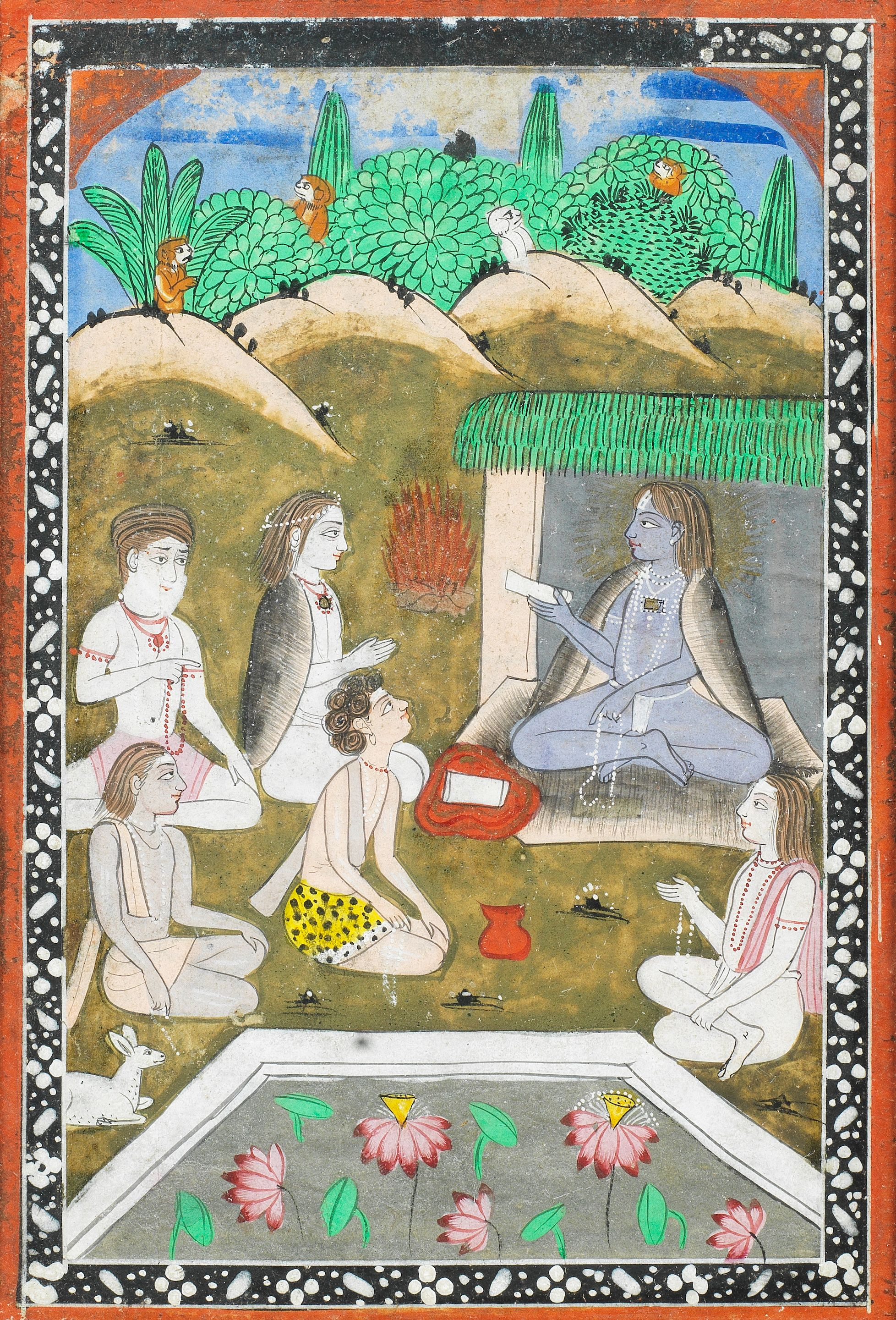
Sri Chand assis en train de lire des écritures aux fidèles dans un ermitage forestier

Baba Sri Chand appelé aussi Sri Chand ou Udasinacharya Shrichandraji est le fils ainé de Guru Nanak, le gourou fondateur du sikhisme. Il vécut au XVIe siècle, ses dates étant ou 1492-1612, ou 1494-1643; il est né au Penjab. Sa mère est Mata Sulakhani. Il était yogi et ascète, il a été élève au Cachemire apprenant les textes sanskrits et les arts transmis par Krishna. De fait, il n'a pas suivi les pas de son père et a créé un mouvement dissident au sikhisme: l'Udasi, qui signifie littéralement: sans attachement, stoïque.